# Antiinflamatorni lek
Antiinflamatorni lekovi su supstance koje redukuju inflamaciju. U ovu grupu lekova se ubraja polovina postojećih analgetika, jer oni umanjuju bol umanjenjem zapaljenja. Za razliku od njih opioidi deluju na centralni nervni sistem.

## Lekovi

### Steroidi
Mnogi steroidi, specifično glukokortikoidi, redukuju inflamaciju ili otekline putem vezivanja za glukokortikoidne receptore. Ovi lekovi se često nazivaju kortikosteroidima.

### Nesteroidni antiinflamatorni lekovi
Nesteroidni antiinflamatorni lekovi (NSAID), ublažuju bol poništavanjem dejstva enzima ciklooksigenaza (COX). Taj enzim sintetiše prostaglandine, koji uzrokuju inflamaciju. NSAID lekovi sprečavaju sintezu prostaglandina, te redukuju ili eliminišu bol. Neki od lekova ove grupe u širokoj upotrebi su: aspirin, ibuprofen, i naproksen. 
Postoje analgetici koji se obično smatraju antiinflamatornim lekovima, mada nemaju takovo dejstvo. Primer takvog leka je paracetamol (acetaminofen, Tylenol). Za razliku od NSAID lekova, koji redukuju bol i inflamaciju inhibicijom COX enzima, paracetamol blokira preuzimanje endokanabinoida, čime se samo redukuje bol.
Dugotrajna upotreba NSAID lekova može da uzrokuje gastrične erozije, od koji postaju želudačni čirevi, i u ekstremnim slučajevima ozbiljna krvarenja, koja mogu da se završe smrtnim slučajem. Rizik od smrti usled upotrebe NSAID lekova je 1 u 12.000 kod odraslih osoba uzrasta 16–45. Rizik postaje skoro dvadeset puta veći kod osoba starijih od 75 godina. Druge nuspojave NSAID lekova su pogoršanje astme i uzrokovanje oštećenja bubrega. Osim aspirina, ovi lekovi takođe povećavaju rizik od infarkta miokarda i moždanog udara.